# Vito Miccolis
Vito Miccolis (Torino, 26 agosto 1963) è un cantante, batterista, percussionista, conduttore radiofonico e comico italiano.
Artista noto principalmente per la sua attività di musicista e comico radiofonico, attivo fin dagli anni ottanta, nei primi anni duemila ottiene notorietà a livello nazionale grazie al gruppo dei Tribà e la sua partecipazione al programma televisivo Kitchen su MTV insieme ad Andrea Pezzi e Mao.

## Biografia

### Musica
Nato a Torino nel 1963, è stato batterista e percussionista del gruppo Fratelli di Soledad, nonché collaboratore in studio e nei tour, tra i tanti, di artisti e gruppi come Amici di Roland, Gipo Farassino, Fratelli Sberlicchio, Mambassa, Mao, Mau Mau, Persiana Jones, Statuto e altre band torinesi, da cui viene apprezzato non solo per le sue doti tecniche, ma anche per quelle di cabarettista e intrattenitore.
Alla fine degli anni ottanta ha fondato i Tribà, una band multietnica che sperimenta una fusione tra il sound nordafricano e quello cubano mixato a sonorità più moderne, con la quale ha realizzato numerosi concerti. Nel 1996 i Tribà pubblicano il primo disco Distanze, con la supervisione di Josh Sanfelici, bassista dei Mau Mau. Alla fine degli anni novanta entra nel gruppo anche Bobo Boggio, cantante dei Fratelli di Soledad, che in quel periodo avevano interrotto la propria attività.
Nel 2001 esce il secondo disco con i Tribà, intitolato Ritmo Criminal: questo è il momento in cui i Tribà otterranno una visibilità a livello nazionale grazie al brano Mama insegnami a ballar, scritto con Josh Sanfelici, che nell'estate di quell'anno diventa un vero e proprio tormentone. Il brano viene trasmesso dalle principali radio nazionali (ne venne anche realizzato un remix per i club), mentre il videoclip della canzone, in cui Vito Miccolis interpreta un pugile, ottenne un'alta rotazione su MTV e TMC2. Il disco è stato successivamente riproposto nel 2002 con una versione contenente due ulteriori canzoni. Nell'estate del 2003 il gruppo pubblica il terzo disco Camminando, con la collaborazione ai testi di Stefano Sardo dei Mambassa. È stato inoltre membro del gruppo El Tres, con cui ha pubblicato tre album: nel 2006 Folk'n'Roll, nel 2008 Per un pugno di riff e nel 2009 Roba forte; mentre nel 2015 con l'Orchestra I Cormorani pubblica il disco This is Liscio.
Attualmente collabora in studio e suona nei concerti di Alberto Napo Napolitano, Espresso Atlantico, Federico Sirianni e GnuQuartet, oltre ad accompagnare spesso il cantante e concittadino Mao nei concerti e nel talk show torinese Il Salotto di Mao.
Nel 2018 Vito Miccolis, nelle vesti del suo alter ego Dottor Antonio Lo Sapio, pubblica il videoclip della canzone Stoppi, con la produzione artistica di Josh Sanfelici e la produzione esecutiva di Mao. Sempre nello stesso anno partecipa al disco Powerillusi & Friends dei Powerillusi, sia nei panni del suo personaggio Dottor Lo Sapio (nell'introduzione) e sia come percussionista.
Nel 2018 fonda il Trio Marciano, formazione composta da esponenti storici della scena rock torinese (Vito “Dottor Lo Sapio” Miccolis, Mauro “Mao” Gurlino ed Enzo “Rosko” Mesiti) che nasce come resident band del format Canzonando, spin-off di Roba forte. Nel corso degli anni, la formazione pubblica i tre singoli Stoppi, Incipit, Terme di Stura e il podcast Registrando, fino ad arrivare nel 2023 alla pubblicazione dell'EP Trilogy, dedicato a Barriera di Milano, accompagnato dal videoclip di Vieni a vivere di noi.
A partire dal 2021, inizia a collaborare dal vivo e in studio con i Casino Royale. Nel 2024, i Subsonica pubblicano il disco Realtà aumentata, alle cui registrazioni ha preso parte in qualità di percussionista.

### Radio
Fin dai primi anni ottanta Vito Miccolis crea quello che sarà il suo alter ego radiofonico, ovvero il personaggio del Dottor Antonio Lo Sapio, che gli porterà una grandissima popolarità, tant'è che ancora oggi viene identificato più spesso con questo soprannome che con il suo nome vero. Il Dottor Lo Sapio fa il suo esordio radiofonico nel programma di Radio Torino Popolare Popolar la notte, accompagnato da Salvatore Pes e Umberto “Lu Papa” Luciani. Il successo della trasmissione lo porta a trasformarsi: nel 1993 Popolar la notte diventa Popolar la sera, un appuntamento fisso sempre con Vito Miccolis e Salvatore Pes a fare da mattatori, accompagnati questa volta da Roberto Cresto Ferrino e Roberto Santini. La trasmissione (una sorta di Alto gradimento degli anni novanta in onda su una radio locale) alterna a varie situazioni comiche musica essenzialmente italiana, di qualità, dai grandi nomi, alle posse, fino ai gruppi “di base” della realtà artistica torinese e piemontese in generale.
Nel 1994 il Dottor Lo Sapio si trasferisce nella fascia mattutina di Radio Torino Popolare con il programma Ascolta la città, affiancato dal fedele Silvio Puzzolu, chitarrista che in passato ha collaborato con artisti come Loredana Bertè, Ivano Fossati e Mia Martini, che si occupa di fare da spalla ai numerosi personaggi realizzati dallo stesso Vito Miccolis. La trasmissione è composta da numerose rubriche in cui il musicista torinese interpreta vari personaggi, nei quali può dar sfoggio delle sue doti di comico e improvvisatore. Spesso il Dottor Lo Sapio viene affiancato da altri improbabili personaggi realizzati dagli amici del deejay che partecipano alla trasmissione in modo gratuito. Il programma diventa il più popolare dell'emittente, al punto che va in onda per undici anni di fila e si interrompe solo con la chiusura di Radio Torino Popolare nel 2005.
Insieme ad altri deejay dell'emittente, nel 2006 Vito Miccolis si trasferisce a Radio Flash dove esporta il personaggio del Dottor Lo Sapio nel programma Senza filtro, condotto insieme a Federico Bianco, Fabio “Capitan Freedom” Giudice e Roby Vaio. Sempre sulla stessa radio, insieme a Bianco e Vaio, conduce la trasmissione Flash News 24. Dal 2003 al 2006 è stato l'autore e voce di numerosi personaggi (fra i tanti, a parte l'alter ego Dottor Lo Sapio, Chicco Palizzi, Leonardo Cagnardo, Pino Macri, Tom Broski) nella trasmissione estiva di Rai Radio 2 Aria condizionata, condotta da Federico Bianco e Matteo Caccia.
In varie occasioni, il personaggio del Dottor Lo Sapio è stato portato sul palco con lo spettacolo Casa Lo Sapio, concerti basati principalmente su brani della tradizione italiana riarrangiati in chiave moderna, intervallati dagli inserti comici di Vito Miccolis, che ripropone i personaggi che interpreta in radio. Durante gli spettacoli, il personaggio del Dottor Lo Sapio è stato affiancato dai molti musicisti con cui il suo creatore Vito Miccolis ha collaborato nel corso degli anni, come ad esempio, oltre a Silvio Puzzolu, gli Amici di Roland, i Fratelli di Soledad e i Fratelli Sberlicchio.
Nel 2010 su Radio Flash nasce la trasmissione Roba forte, diventando ben presto un programma cult dell'emittente radiofonica torinese, in cui negli anni collaborano con Vito Miccolis molti personaggi di spicco della scena della città, tra cui Lele Roma e Roby Vaio. Negli ultimi anni collabora alla trasmissione Ciao Belli di Radio Deejay, condotta da DJ Angelo e Roberto Ferrari, come voce dell'Orchestra dei Cormorani nella rubrica La Balera, insieme al musicista e produttore Max Bellarosa. Dal 2014 ad oggi Roba forte, oltre ad essere un programma radiofonico, diventa anche uno show dal vivo, che vede l'imprescindibile Dottor Lo Sapio accompagnato da Savino Lo Bue, dal ritrovato “Capitan Freedom” e da Mauro “Mao” Gurlino. Nel 2020 viene nominato presidente onorario di della crew CortoCorto. A partire dal 2024, come Dottor Lo Sapio, cura la rubrica Tanto per Parlare! su Torinosette, inserto del venerdì de La Stampa.

### Cinema
Nel 2002 ha recitato nel cortometraggio La gara di salto con le uova di Enrico Iacovoni, mentre nel 2004 nel lungometraggio A/R Andata + Ritorno di Marco Ponti.

### Televisione
Nel 1999 Vito Miccolis partecipa al programma televisivo Kitchen di MTV, entrando a far parte della band presente in studio, che spesso duettava con gli ospiti della trasmissione, insieme a Mao, Gianluca “Cato” Senatore (membro degli Africa Unite e dei Giuliano Palma & The Bluebeaters) e dj Ale Di Maggio. In alcuni casi, durante le assenze di Mao, si è trovato a condurre il programma insieme ad Andrea Pezzi.

### Sport
Con Rocky Marciano quale suo idolo di sempre, ha praticato pugilato a livello dilettantistico, ha ricoperto per due quadrienni olimpici il ruolo di consigliere regionale di Piemonte e Valle d'Aosta della Federazione Pugilistica Italiana ed è attualmente presidente della squadra pugilistica All Boxing Team del M° Dino Orso.

## Discografia
Vito Miccolis ha partecipato in più di quaranta produzioni discografiche, tra cui:
- 1994 - Fratelli di Soledad - Gridalo forte
- 1994 - Fratelli di Soledad - Salviamo il salvabile
- 1996 - Tribà - Distanze
- 1996 -  Mau Mau - Viva Mamanera
- 1996 - SR Raza - Wessisla
- 1997 - Mambassa - Umore blu neon
- 1998 - Amici di Roland - Buon Natale...anche a te!
- 1999 - Persiana Jones - Puerto Hurraco
- 1999 - Sunpower - Ghetto Life
- 2001 - Tribà - Ritmo Criminal
- 2002 - Mambassa - Mi manca chiunque
- 2002 - Mr. T-bone - That's it!
- 2003 - Tribà - Camminando
- 2005 - Skarabazoo - Non riesco a stare fermo
- 2005 - Statuto - Sempre
- 2005 - Sikitikis - Fuga dal deserto del Tiki
- 2006 - El Tres - Folk'n'Roll
- 2006 - Federico Sirianni - Dal basso di cieli
- 2008 - El Tres - Per un pugno di riff
- 2009 - El Tres - Roba forte
- 2010 - Gipo Farassino - Racconti in musica
- 2010 - Francesco Stabile - Cane rabbioso
- 2010 - Mi Pogolotti querido (colonna sonora originale)
- 2010 - Statuto - È già domenica
- 2011 - Calipson - Calipsonia
- 2011 - Espresso Atlantico - Espresso Atlantico
- 2011 - Mao - Meglio tardi che Mao
- 2011 - Statuto - Undici
- 2011 - Giovanni Block - Un posto ideale
- 2013 - Federico Sirianni & GnuQuartet - Nella prossima vita
- 2013 - Statuto - Un giorno di festa
- 2014 - Davide Tosches - Luci della città distante
- 2014 - Espresso Atlantico - Un uomo in mare
- 2015 - Orchestra I Cormorani - This is Liscio
- 2016 - Statuto - Amore di classe
- 2017 - Beozzi - Il mio orizzonte
- 2018 - Bandakadabra - Entomology 2
- 2018 - Trio Marciano feat. Bandakadabra - Stoppi
- 2018 - Powerillusi - Powerillusi & Friends
- 2019 - DJ Vale - Groovin' Connection
- 2019 - The Minis - Senza paura
- 2020 - Alberto “Napo” Napolitano - Appunti di viaggio
- 2021 - Simona Palumbo - Latin land
- 2022 - Trio Marciano - Incipit
- 2022 - Trio Marciano - Terme di Stura
- 2023 - Trio Marciano - Vieni a vivere di noi
- 2023 - Trio Marciano - Trilogy
- 2023 - Casino Royale - Cospiro
- 2024 - Subsonica - Realtà aumentata
- 2024 - Luca Morino - DeWest
- 2025 - Simona Palumbo - Latin vibes
- 2025 - Casino Royale - Fumo

## Filmografia
- 2002 - La gara di salto con le uova (Enrico Iacovoni)
- 2004 - A/R Andata + Ritorno (Marco Ponti)

## Opere
- 2024 - Vito Miccolis e Andrea Roncaglione, Cactus 34. Dalla periferia del cosmo, Edizioni del Capricorno, Torino, Italia, pp. 144, ISBN 978-88-7707-745-5